# Ladislav Nádaši-Jégé

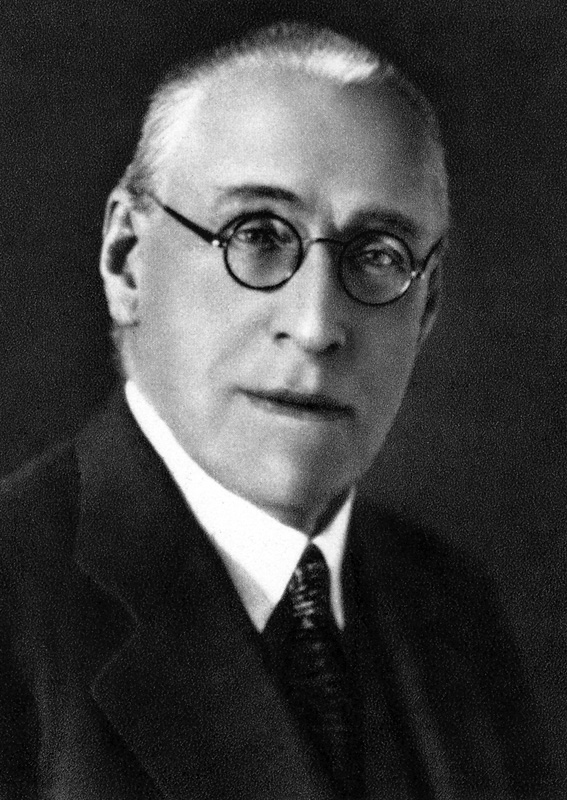
Ladislav Nádaši-Jégé (1937)

Ladislav Nádaši-Jégé (geb. Ladislav Nádaši; * 12. Februar 1866 in Dolný Kubín, Komitat Arwa, Kaisertum Österreich; † 2. Juli 1940 in Dolný Kubín) war ein slowakischer Schriftsteller.

## Leben
Ladislav Nádaši-Jégé kam zur Welt in der Familie des Anwalts Anton Nádaši, der langjährig als Bürgermeister von Dolný Kubín wirkte und dessen ursprünglicher Familienname Odrobiňák war, doch unter staatlichem Magyarisierungsdruck wählte er den ungarisch klingenden Nachnamen Nádaši. Von 1875 bis 1883 studierte er an den Gymnasien in Kesmark, Rosenberg, Gyöngyös und legte seine Matura am Gymnasium von Leutschau ab. Danach ging er an die Medizinische Fakultät der Karls-Universität zu Prag und hatte vor, nach dem Hochschulabschluss als Arzt in die Stadt Cleveland in den USA, wo es damals eine starke slowakische Gemeinde gab, auszuwandern. Doch Schwierigkeiten in der Familie, vor allem die Insolvenz der Bank seines Vaters, änderten seine Pläne und er kam zurück in seine Heimatstadt und eröffnete dort 1890 eine Arztpraxis. Schon 1891 wurde er zum Kreisarzt, 1902 folgte eine Beförderung zum Bezirksarzt und stieg 1918 zum Komitatsarzt. Mit Ausnahme der Jahre 1924–1925, als er in Bratislava als Vertreter des Gau-Gesundheitsbeauftragten arbeitete, blieb er sein ganzes Leben in Dolný Kubín, wo er 1926 als Gesundheitsberater und Schriftsteller wirkte.
Nach der Entstehung des Slowakischen Staates musste Nádašis Tochter mit ihrem tschechischen Ehemann zwangsweise in das Protektorat Böhmen und Mähren umziehen, was seine Gesundheit wesentlich beeinträchtigte, und er starb 1940 an die Folgen eines Schlaganfalls.

## Werk
Nádašis Anfänge in der Literatur gehen in die Zeit seines Studiums in Prag, als er Mitglied des slowakischen Studentenvereins Detvan war. Unter dem Einfluss literarischer Zeitgenossen wie Martin Kukučín und Jozef Gregor Tajovský schrieb er unter dem Pseudonym Ján Grob (aus der slowakischen Aussprache der beiden Anfangsbuchstaben entstand das spätere Pseudonym Jégé) Feuilletons, Humoresken und Skizzen, wirkte als Literaturkritiker und widmete dem Werk des französischen Schriftstellers Émile Zola besondere Aufmerksamkeit.
1897–1918 war Nádaši literarisch wegen Konzentrierung auf seine Laufbahn als Arzt nicht aktiv, erst in der ersten tschechoslowakischen Republik kehrte er in die slowakische Literaturszene zurück. In dieser Phase verfasste er historische Romane (z. B. Adam Šangala), historische Novellen und Erzählungen (z. B. Z dávnych časov, Wieniawského legenda), dazu Erzählungen und Märchen aus dem Milieu seiner Heimatlandschaft Orava. Dazu versuchte er, sich als Dramatiker durchzusetzen, auch wenn er in diesem Genre weniger erfolgreich war, und seine dramatische Werke sind nur lückenhaft erhalten.
- 1889: Výhody spoločenského života („Die Vorteile des gesellschaftlichen Lebens“, Novelle)
- 1897: Pomsta („Die Rache“, Erzählung)
- 1922: Wieniawského legenda („Die Legende von Wieniawski“, Novelle)
- 1923: Adam Šangala (Roman)
- 1925: Krpčeky sv. Floriána („Die Filzschuhe von St. Florian“, Drama)
- 1925: Mia (Drama)
- 1925: Kuruci („Die Kuruzen“, Novelle)
- 1926: Magister rytier Donč („Der Magister Ritter Donč“, Roman)
- 1926: Horymír (Novelle)
- 1928: Svätopluk (Roman)
- 1930: Cesta životom („Ein Lebensweg“, Autobiographie)
- 1931: Itália („Italien“, Novellensammlung)
- 1931: Kozinský mlyn („Die Mühle von Kozin“, Erzählungen)
- 1932: Alina Orságová (Roman)
- 1934: Medzi nimi („Zwischen ihnen“, Novellensammlung)
- 1936: Jaríkovský kostol („Die Kirche von Jaríkovce“, Drama)
- 1937: S duchom času („Mit dem Zeitgeist“, Roman)